# 다이앤 로프
다이앤 로프(영어: Diann Roffe, 1967년 3월 24일~)는 미국의 알파인 스키 선수이다. 1985년 세계 선수권 대회에서 금메달을 획득하며 두각을 드러냈고, 1992년 동계 올림픽에서 여자 대회전 은메달, 1994년 동계 올림픽에서 슈퍼대회전 금메달을 획득했다.